# Pitcairnia longebracteata
Pitcairnia longebracteata là một loài thực vật có hoa trong họ Bromeliaceae. Loài này được Bouché ex Mez miêu tả khoa học đầu tiên năm 1896.